# Oplachantha peruana
Oplachantha peruana är en tvåvingeart som beskrevs av Günther Enderlein 1921. Oplachantha peruana ingår i släktet Oplachantha och familjen vapenflugor.
Artens utbredningsområde är Peru. Inga underarter finns listade i Catalogue of Life.